# Riquewihr
Riquewihr (Duits: Reichenweier of Reichenweyer) is een gemeente en stadje in het Franse departement Haut-Rhin. Riquewihr telde op 1 januari 2022 1.004 inwoners.
Het stadje is bekend vanwege de wijnbouw en geldt als een toeristische trekpleister. Riquewihr is lid van Les Plus Beaux Villages de France. Het aanzien van het Elzasser wijnstadje is behouden gebleven met, in het centrum, veel huizen in vakwerk. Evenzo is de stadsmuur behouden; de stadspoort de Dolder dateert oorspronkelijk uit 1291 en is later versterkt.

## Geschiedenis
Riquewihr kreeg in 1320 stadsrechten. In 1324 werd de heerlijkheid Riquewihr samen met het graafschap Horbourg een onderdeel van het graafschap Württemberg. In 1793 werd de stad door Frankrijk geannexeerd.
In Riquewihr waren zandsteen- en gipsgroeven. De zandsteen werd gebruikt voor de bouw van de stadsversterkingen, monumentale gebouwen en ook voor de basis van de woonhuizen. De laatste steengroeve sloot in de jaren 1950. De gips die rijk is aan calcium, werd gebruikt voor het bemesten van de wijngaarden. Er werd lokaal ook klei gewonnen waaruit bakstenen en dakpannen werden gemaakt.

## Geografie
De oppervlakte van Riquewihr bedroeg op 1 januari 2022 17,04 vierkante kilometer; de bevolkingsdichtheid was toen 58,9 inwoners per km². Riquewihr ligt ten noordwesten van Colmar.

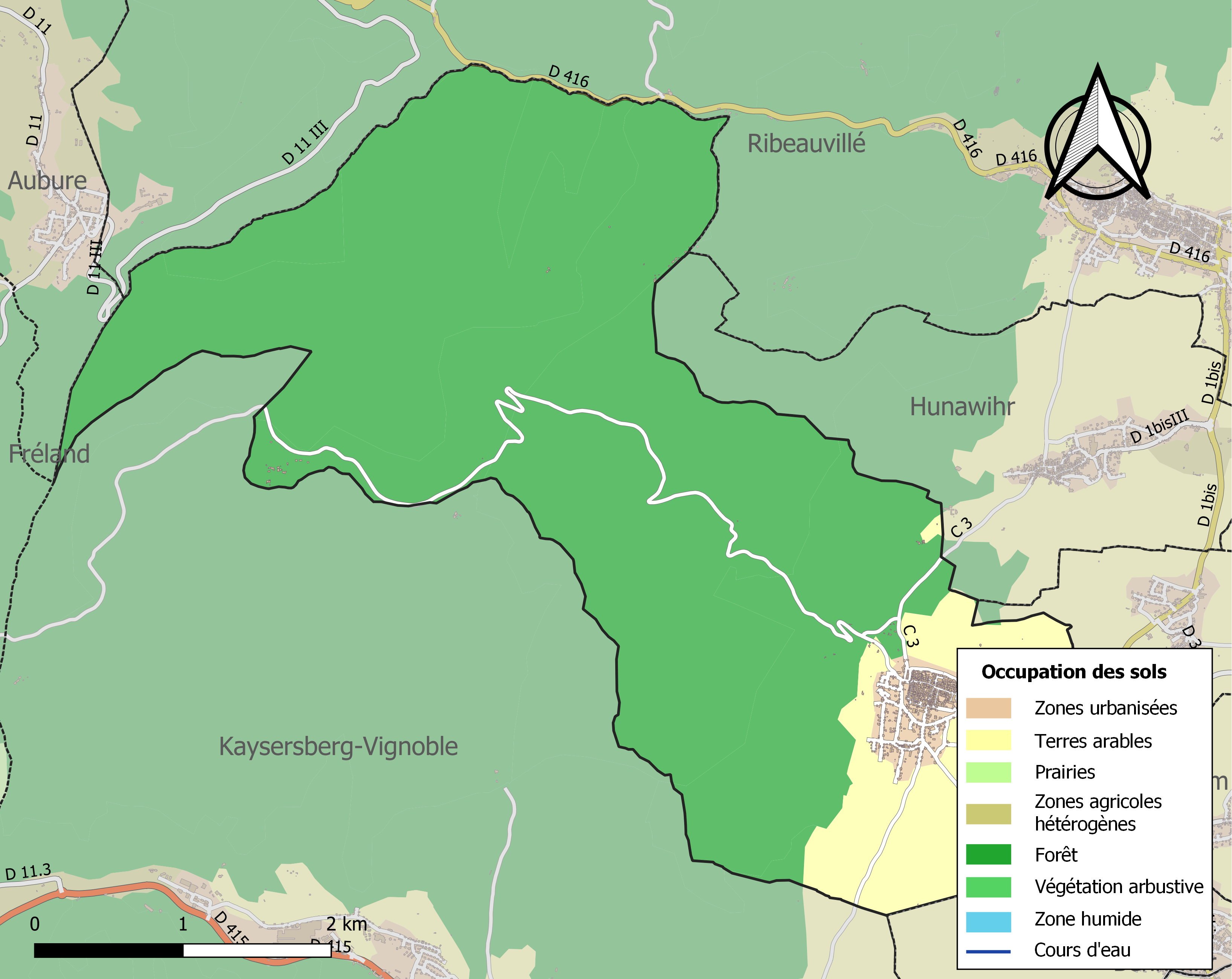
Kaart van de gemeente met belangrijkste infrastructuur, bodemgebruik en omliggende gemeenten

## Demografie
Onderstaande figuur toont het verloop van het inwonertal (bron: INSEE-tellingen).

## Geboren
- Ulrich van Württemberg (1487-1550), hertog van Württemberg
- Jean Hugel (1924-2009), wijnbouwer

## Bezienswaardigheden
- Het historische centrum.
- In december is er een grote kerstmarkt die tot over de landsgrenzen bekendheid geniet.
- In Riquewihr is een museum over de, in Frankrijk bekende, Frans-Elzassische tekenaar 'oom Hansi' (1873 - 1951).

### Galerij

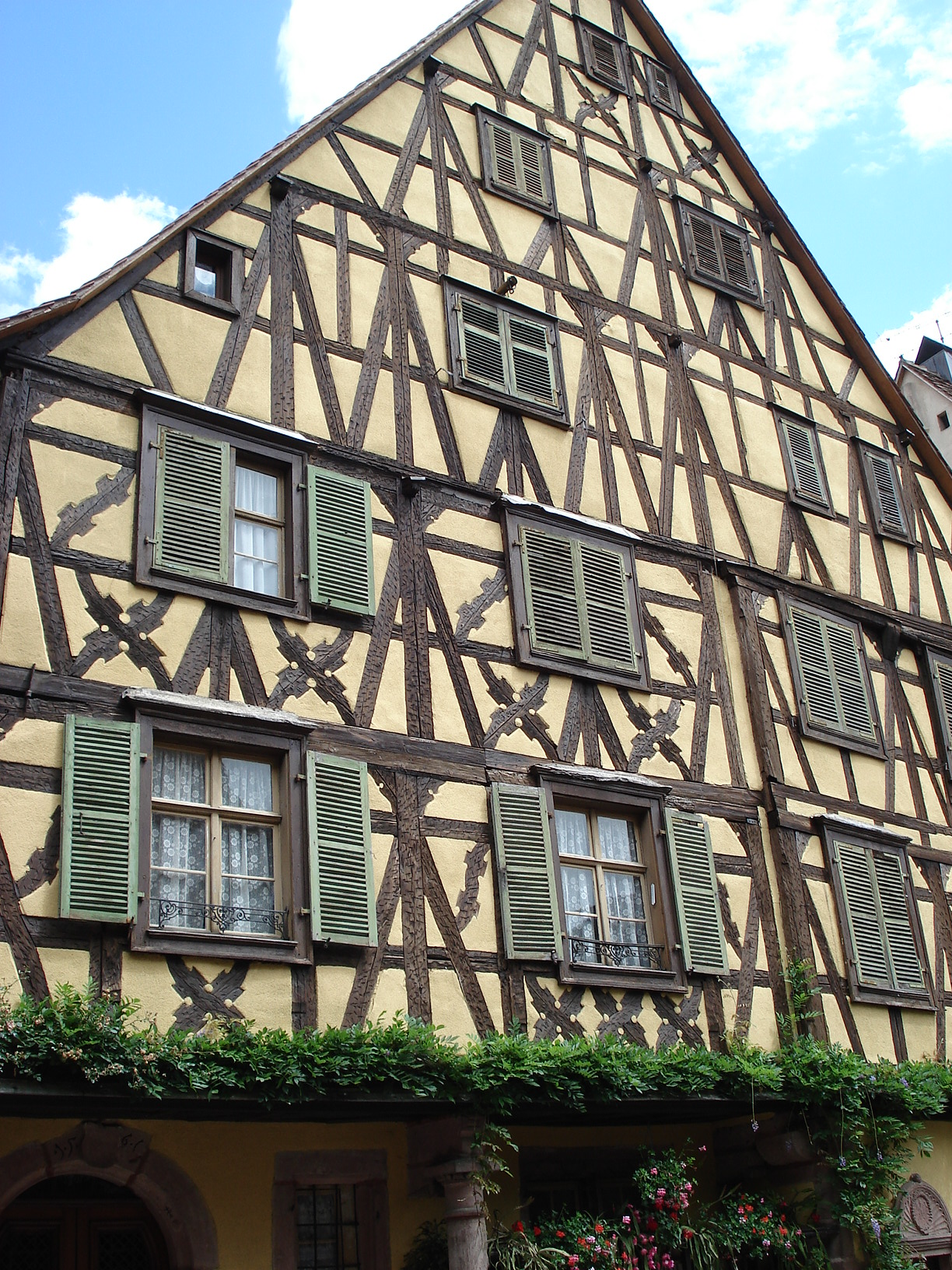
Huis Jung-Selig uit 1561
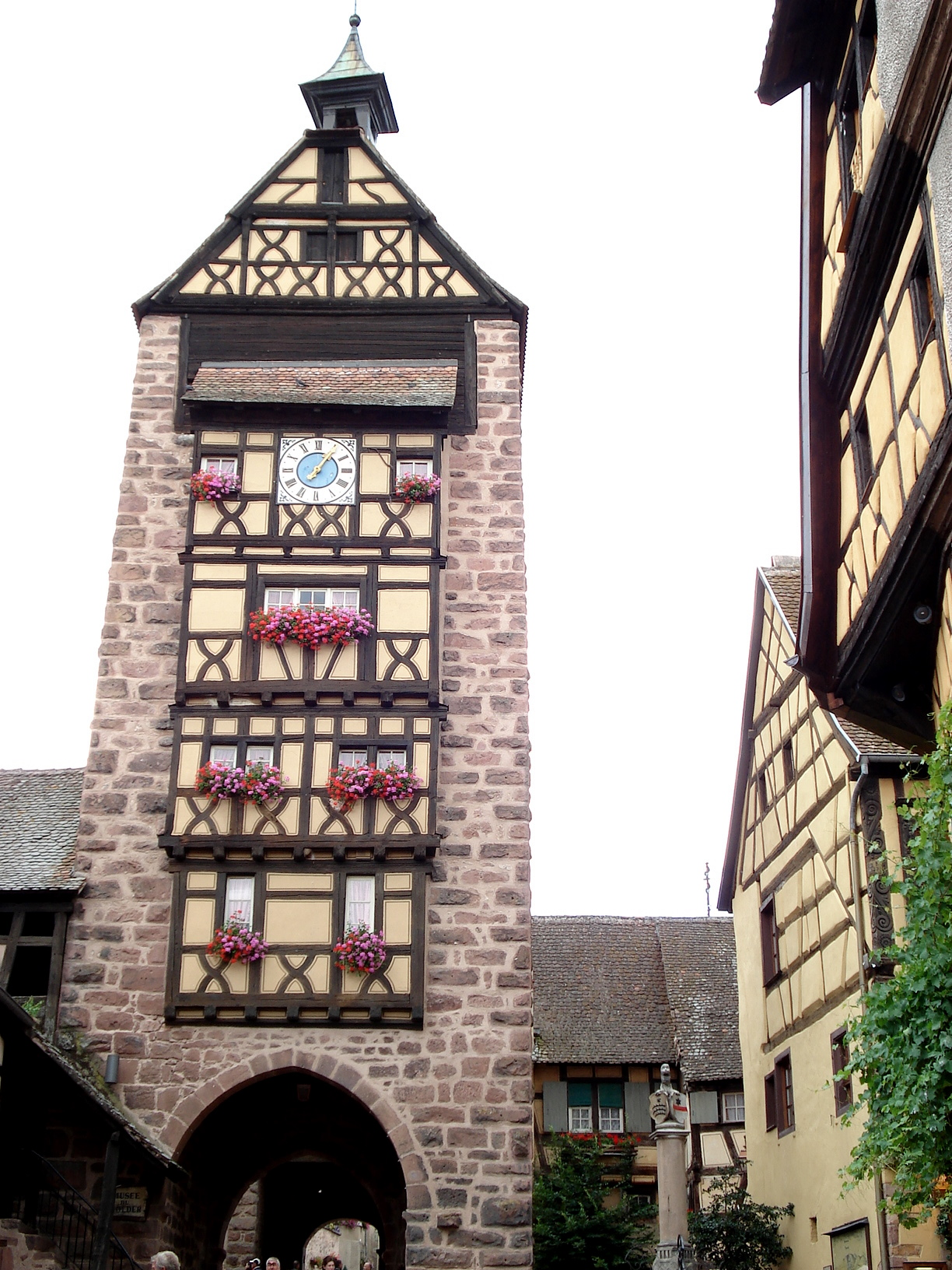
De Dolder in Riquewihr

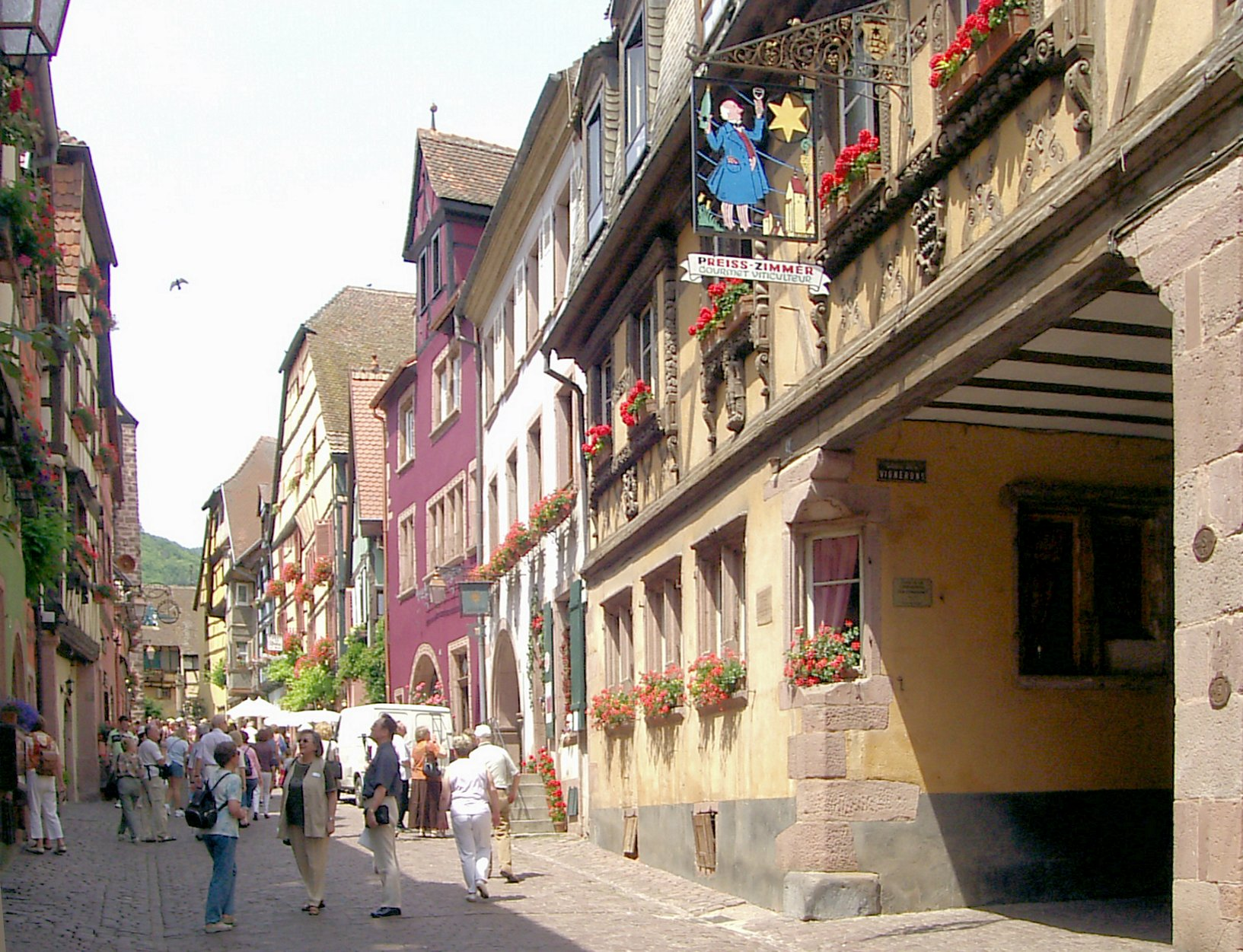
Straat in Riquewihr
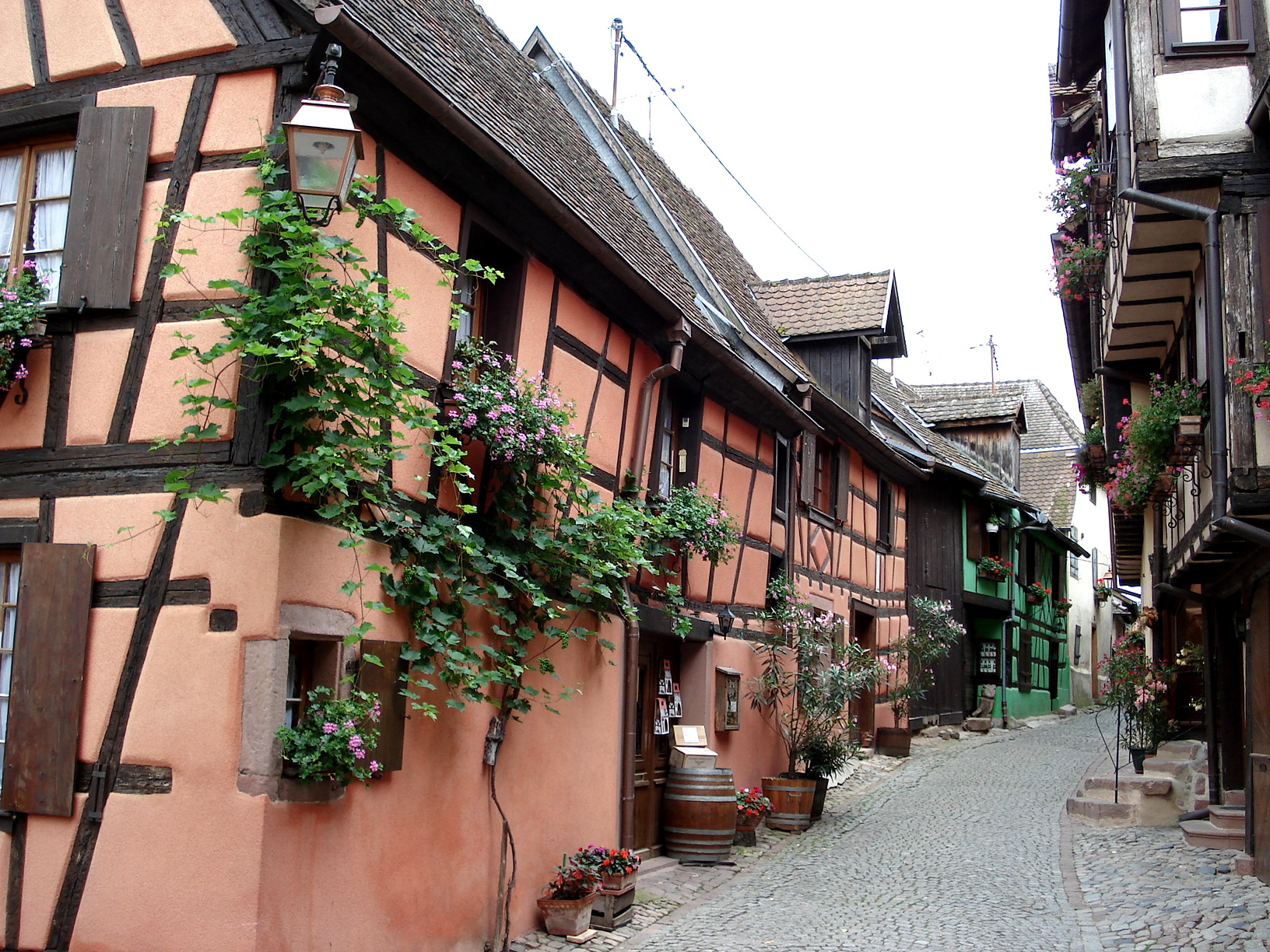